# 빼빼로
빼빼로는 긴 막대 모양 과자의 초콜릿을 입혀 만든 막대형태의 스낵이다. 비슷한 과자를 부르는 일반 명사처럼 쓰이기도 한다.

## 롯데웰푸드
롯데웰푸드에서 1983년에 빼빼로라는 상표 이름으로 출시되었고, 현재도 판매 중이다.

## 제품 목록

### 판매 중인 제품
- 초코맛 (오리지널) 빼빼로
- 아몬드 빼빼로
- 누드 초코 빼빼로
- 화이트 쿠키 빼빼로
- 초코 쿠키 빼빼로
- 누드 치즈 빼빼로
- 누드 크림치즈 빼빼로
- 빼빼로가 품은 크런키
- 스트로베리쿠키 빼빼로
- 빼빼로 초코 젤리
- 더블딥 리치초코 빼빼로
- 더 슬림 빼빼로
- 빼빼로바
- 스노위 아몬드 빼빼로
- 빼빼로가 품은 꼬깔콘
- 빼빼로 죠스바
- 빼빼로가 품은 월드콘
- 허니버터 아몬드 빼빼로
- 제주 감귤 빼빼로
- 남해유자 빼빼로

### 지금은 단종된 제품
- 딸기맛 빼빼로
- 후레이크 빼빼로
- 치즈 빼빼로
- 불고기 빼빼로
- 코코넛 빼빼로
- 레몬 치즈 누드 빼빼로
- 에어 빼빼로
- 블랙 빼빼로
- 호두 빼빼로
- 하미멜론 빼빼로
- 헤이즐 코코넛 빼빼로
- 티라미스 치즈 빼빼로
- 빼빼로 프리미어
- 블루베리 요거트 빼빼로
- 벚꽃향 빼빼로
- 땅콩 빼빼로
- 더블딥 초코 화이트 빼빼로
- 다크 빼빼로
- 스키니 빼빼로
- 더블딥 딸기 빼빼로
- 더블딥 요거트 빼빼로
- 더블딥 카페라떼 빼빼로
- 누드 로즈 블랙티 빼빼로
- 더블딥 고구마 빼빼로
- 더블딥 체리 빼빼로
- 단짠 크런치 빼빼로
- 카카오닙스 빼빼로
- 더블딥 깔라만시 상큼요거트 빼빼로
- 바닐라 블랙 쿠키 빼빼로
- 누드 녹차 빼빼로
- 스키니 카카오 빼빼로
- 우리쌀 빼빼로
- 돼지바 빼빼로
- 더블딥 인절미맛 빼빼로
- 더블딥 달고나맛 빼빼로
- 빼빼로팝

## 빼빼로 데이
빼빼로 데이는 11월 11일로, 대한민국에서 빼빼로를 주고 받는 기념일이다. 1996년부터 유행하기 시작했다. 1993년 경상남도의 여고에서 고등학생들이 ‘빼빼로처럼 날씬해지라’는 뜻에서 학교 사람들에게 빼빼로를 나눠준 데에서 시작되었다.

## 수상
- Watsons Best Selling Snack Award- 2012
- Watsons Best Selling Biscuit Award- 2014
- Watsons Best Selling Korean Biscuit Award- 2015[2]
- Germany's Red Dot Design Award- 2019[3]
- Germany's iF Design Award- 2020[4]

## 같이 보기
- 포키
- 프리츠
- 롯데제과
- 빼빼로 데이
- 과자
- 치토스